# Periodični komet
Periodični komet je komet koji je bio promotren više od jednog perihela gdje ima ophodno vrijeme manje od dvjesta godina, u suprotnom je neperiodični komet. 
Periodični kometi ne će dobiti brojčano oznaku prije nego što ih se nije vidilo više od jedanput u perihelu. U svakom slučaju, kometi su imenovani prema osobama koje su ih otkrile. Nekad se radi o osobama koje su im izračunale orbitu, kao kod kometa 2P/Encke i 27P/Crommelin. Orbite periodičnih kometa osobito su teške za izračunati zbog mogućih planetnih perturbacija. No u tom slučaju, trag određenih periodičnih kometa može se izgubiti zbog isplinjenja ili raspadanja.
Periodične komete svrstava se u dvije obitelji, kometi Jupiterove obitelji, čije ophodno vrijeme je unutar raspona od 5 do 20 godina, i kometi Halleyjeve vrste, za koje je ophodno vrijeme unutar 20 do 200 godina.

## Vanjske poveznice
- (eng.) Periodic Comet Numbers, Centar malih planeta
- (eng.) Comètes périodiques na cometography.com, obuhvaćaa i nenumeirane komete